# Malezja na Letnich Igrzyskach Olimpijskich 1992
Malezję na Letnich Igrzyskach Olimpijskich 1992 reprezentowało 26 zawodników (sami mężczyźni). Był to siódmy start reprezentacji Malezji na letnich igrzyskach olimpijskich. Badmintoniści Ajib Sidek Mohamed, Alan Sidek Mohamed zdobyli pierwszy (brązowy) medal olimpijski dla reprezentacji Malezji.

## Zdobyte medale
| Medal | Zawodnik                               | Dyscyplina | Konkurencja           | Rezultat                                                                               |
| ----- | -------------------------------------- | ---------- | --------------------- | -------------------------------------------------------------------------------------- |
| Brąz  | Ajib Sidek Mohamed, Alan Sidek Mohamed | Badminton  | gra podwójna mężczyzn | w półfinale przegrali z parą koreańską Kim Moon-Soo - Park Joo-Bong 0:2 (11:15, 13:15) |

## Skład kadry

### Badminton
Mężczyźni
- Adul Sidek Mohamed - gra pojedyncza - 5. miejsce,
- Foo Kok Keong - gra pojedyncza - 9. miejsce,
- Alan Sidek Mohamed, Ajib Sidek Mohamed - gra podwójna - 3. miejsce,
- Cheah Soon Kit, Soo Beng Kiang - gra podwójna - 17. miejsce,

### Hokej na trawie
Mężczyźni
- Ahmed Fadzil, Paul Lopez, Tai Beng Hai, Suppiah Suria Ghandi, Lim Chiow Chuan, Sarjit Singh Kyndan, Gary Fidelis, Brian Jaya Siva, Shankar Ramu, Nor Saiful Zaini Nasir-ud-Din, Dharma Raj Kanniah, Mohamed Abdul Hadj, Mirnawan Nawawi, Lailin Abu Hassan, Soon Mustafa bin Karim, Aanantha Sambu Mayavo - 9. miejsce,

### Kolarstwo
Mężczyźni
- Murugayan Kumaresan

kolarstwo szosowe - wyścig ze startu wspólnego - nie ukończył wyścigu,
kolarstwo torowe - wyścig na 4000 m na dochodzenie - 22. miejsce,
kolarstwo torowe - wyścig punktowy - 21. miejsce,

### Lekkoatletyka
Mężczyźni
- Nur Herman Majid - bieg na 110 m przez płotki - odpadł w eliminacjach,

### Pływanie
Mężczyźni
- Jeffrey Ong

200 m stylem dowolnym - 36. miejsce,
400 m stylem dowolnym - 37. miejsce,
1500 m stylem dowolnym - 20. miejsce,

### Strzelectwo
Mężczyźni
- Kaw Fun Ying - skeet - 33. miejsce,